# 광배근

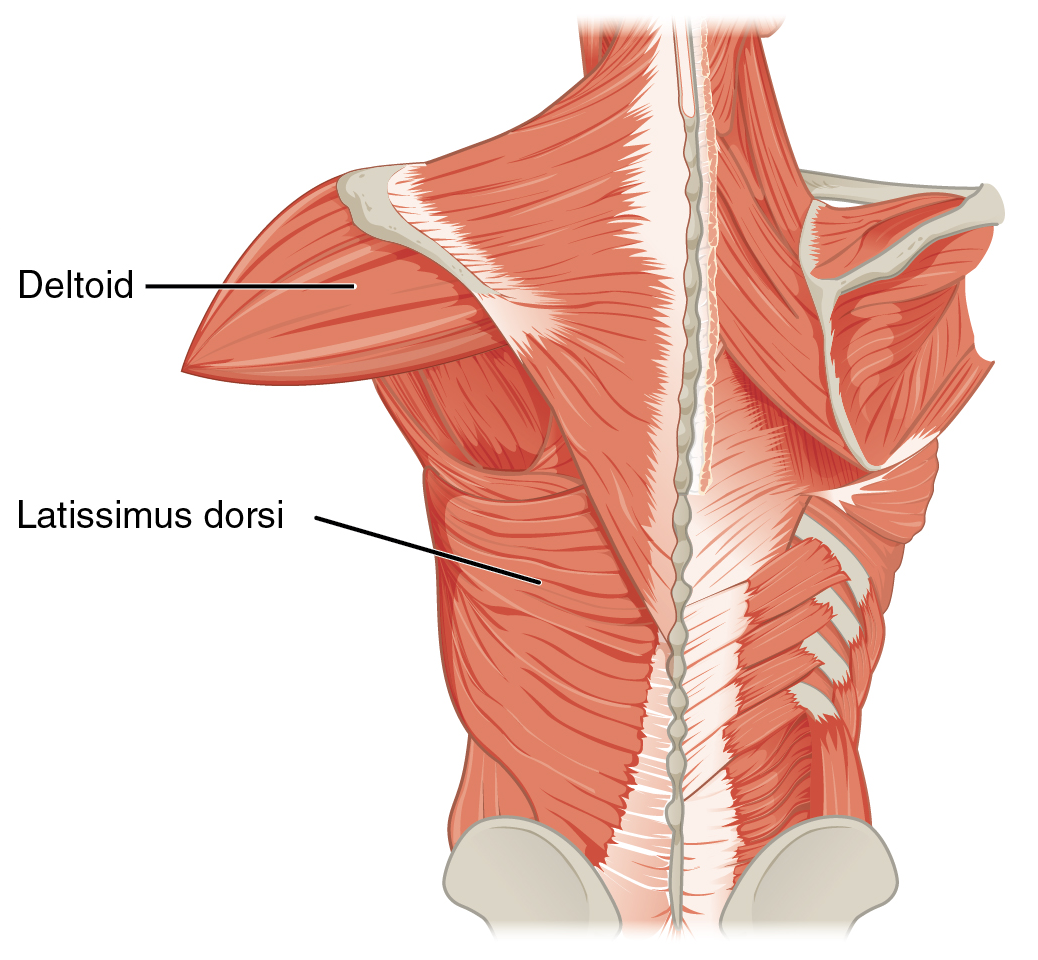
광배근은 등 중간부분(mid back)에서 시작하려 등 하부(lower back)로 뻗어간다.

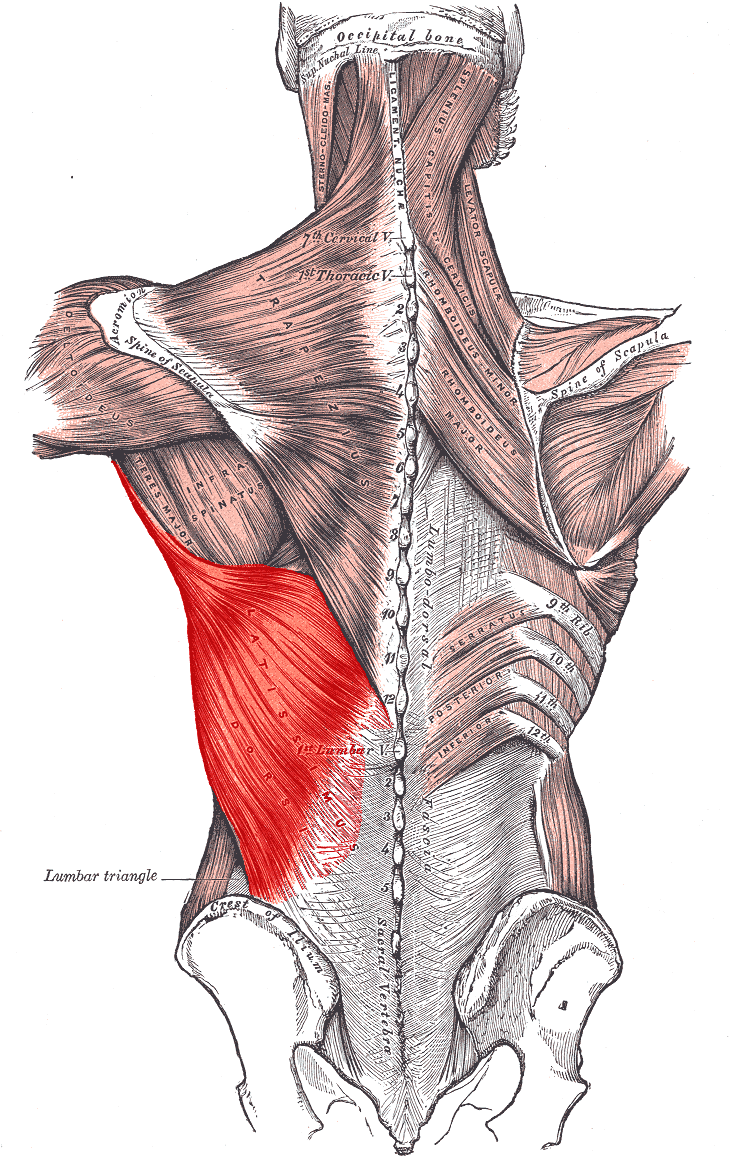
상지(upper extremity)를 척주(vertebral column)로 이어주는 근육

광배근 혹은 활배근(闊背筋, 넓은등근, latissimus dorsi muscle)은 등에 있는 크고 평평한 근육으로, 팔 뒤에 있어서 양옆으로 뻗어 있다. 일부는 정중선(midline) 부근의 등에 승모근(trapezius muscle)으로 덮여있다. 'latissimus dorsi(복수형 latissimi dorsi)'는 라틴어로 각각 '가장 넓은(latissimus)'과 '등(dorsum)'에서 유래하여 '등의 가장 넓은 (근육)'이란 뜻이다. 보디빌더 사이에서는 줄여서 'lats'라고도 불린다. 상체에서 가장 큰 근육이다.
신전(extension), 내전(adduction), 수평외전(horizontal abduction) 혹은 수평신장(horizontal extension)이라고도 하는 횡신전(transverse extension), 신장위치(extended position)로부터의 굴곡(flexion), 어깨관절(shoulder joint)의 내회전(internal rotation)을 담당한다. 또한 요추(lumbar spine)의 신전과 측굴(側屈, lateral flexion)에서 협력작용(synergistic role)을 한다.
견갑흉부관절(scapulothoracic joint)을 우회하고 척추에 직접 연결되어 있기 때문에, 팔을 움직이는데 있어서 광배근의 동작은, 턱걸이(pull up) 시 하강 선회(downward rotation) 경우처럼, 견갑골(scapula)의 움직임에도 영향을 준다.

## 구조

### 변이
광배근이 붙어 있는 흉추(dorsal vertebra)의 숫자는 4-8개에 이르기까지 다양하다. 늑골 부착의 숫자도 다양하다. 근섬유는 장골릉(腸骨稜, 엉덩뼈능선, crest of the iliac, iliac crest)에 닿거나 닿지 않을 수도 있다.
근육순(muscular slip)인 겨드랑활(axillary arch)은 길이 7-10cm에 폭 5-15mm이다. 가끔 겨드랑이 후방 주름(posterior fold of the axilla) 중간 부근의 광배근 윗변으로부터 시작하여 겨드랑이 혈관과 신경 앞에서 겨드랑이를 가로지르며, 대흉근건(tendon of the pectoralis major)의 하면(undersurface), 오훼상완근(烏喙上腕筋, 부리위팔근, coracobrachialis), 상완이두근(biceps brachii) 위를 덮는 근막(fascia)를 연결하기도 한다. 겨드랑활은 액와동맥(腋窩動脈, axillary artery)을 가로지르는데, 이곳은 수술 시 사용하는 실인 결찰사(ligature)를 묶는 데 사용하는 지점 바로 위여서, 수술을 그르칠 수 있다. 이는 인구 7% 정도에게서 나타나며 섬유의 횡방향으로 흔히 인식된다. 가이(M.S.Guy) 등은 MRI 데이터를 이용하여 이러한 근육변이(muscular variant)를 설명하고, 신경학적 충돌(neurological impingement) 증상으로 연계시켰다.
섬유순(fibrous slip)은 정지점 부근의 광배근건(tendon of the Latissimus dorsi) 상부에서부터 상완삼두근(triceps brachii) 장두로 지나간다. 가끔 이는 근육이기도 하며, 유인원(ape)의 상완배상활차근(上腕背上滑車筋, dorsoepitrochlearis brachii)의 전형이기도 하다. 이 근육 형태는 인간 중에서는 5% 정도만 가지고 있으며, 겨드랑이활근(latissimocondyloideus, 혹은 axillary arch muscle)이라고도 한다.
광배근은 견갑골의 하각(下角, inferior angle, 아래각)을 가로지른다. 한 연구에서는 해부용 시신 100구를 통해 다음과 같은 사실을 발견하였다.
- 43%는 견갑골에 붙어서 시작되는 광배근 근섬유가 상당량 있었다.
- 36%는 이러한 근섬유가 거의 혹은 전혀 없었지만, 견갑골과 광배근 사이에 '부드러운 섬유 연결(soft fibrous link )'이 있었다.
- 21%는 견갑골과 광배근 사이를 이어주는 조직이 전혀 없었다.

### 삼각공간
- 광배근의 외측연(外側緣, lateral margin)은 작은 삼각공간(triangular interval)인 요삼각(腰三角, 허리삼각, lumbar triangle of Petit, 장골릉과 광배근과 외복사근의 경계에 있는 삼각형 공간)(장골릉에 의하여 형성된 기지이기도 한)에 의해 외복사근(外腹斜筋, 배바깥빗근, muscle obliquus externus abdominis)과 분리되어 있으며, 늑판은 내복사근(muscle obliquus internus abdominis)에 의해 분리되어 있다.
- 다른 삼각형은 견갑골 뒤에 있다. 상부는 승모근에, 하부는 광배근에, 측면은 견갑골 척추연(vertebral border of the scapula)에 연결되어 있다. 늑판 일부는 대능형근(大菱形筋, rhomboideus major)에 의하여 형성되어 있다. 팔을 가슴을 가로질러 접어서 견갑골이 앞으로 나오게 되고 몸통도 앞으로 구부러지면, 늑골 6번과 7번 부분와 이들 사이의 공간이 피하층(subcutaneous)이 되면서 청진(auscultation)이 가능해진다. 이를 청진삼각(triangle of auscultation)이라 한다.
- 광배근은 A Miss Between Two Majors로서 정지점(insertion)으로 기억될 수 있다. 광배근이 상완골이두근구(上腕骨二頭筋溝, 위팔뼈결절사이고랑, 위팔뼈 두갈래근고랑, intertubercular groove of the humerus)로 만입되면서, 두 주근육(major muscle)로 둘러싸여 있다. 대원근(大圓筋, teres major muscle)은 이두근구내측순(二頭筋溝內側脣, medial lip of the intertubercular groove)에 안쪽으로 만입되어 있고, 대흉근(大胸筋, pectoralis major muscle)은 외측순(外側脣, lateral lip)에서 바깥쪽으로 만입되어 있다.

### 신경공급
광배근은 흉배신경(thoracodorsal nerve)(장견갑하신경 long suscapular nerve)을 관통하는 6,7,8번 경신경(頸神經, cervical nerve)이 분포되어 있다.
근전도검사(electromyography)는 중추신경계(central nervous system)으로 독립적으로 편성될 수 있는 6개의 근섬유군으로 구성되어 있다는 것을 보여준다.

## 기능
광배근은 대원근(teres major)과 대흉근(pectoralis major)과 함께 팔의 하강운동(depression)을 돕는다. 내전운동, 신전운동, 및 어깨의 내측 회전을 수행한다. 팔이 머리 위 위치에 고정되어 있으면, 광배근은 몸통을 위쪽과 앞쪽으로 민다.
요추의 신전(후방섬유posterior fiber)과 측굴(전방섬유anterior fiber)에 있어 협력작용을 수행하고, 강제호기(forced expiration) 시의 근육(전방섬유)과 흡기(inspiration) 시의 부차근육(accessory muscle)으로 보조한다.
광배근 운동은 수많은 안정화 근육(stabilizing muscle) 가운데 대원근, 삼각근(deltoid muscle)의 후방섬유, 상완삼두근(triceps brachii)의 장두(long head)를 조합하여 동시에 이뤄진다. 광배근 복합운동으로는 보통 주관절굴곡(elbow flexion)이 들어가고, 상완이두근(biceps brachii), 상완신근(brachialis), 상완요골근(brachioradialis, 혹은 위팔노근)을 함께 한다. 견인력작용선(line of pull)에 따라 승모근(trapezius muscle)도 포함된다. 로우운동(row exercise, 혹은 노젓기) 같은 수평견인동작(horizontal pulling motion)들은 광배근과 승모근을 조합한다.

### 운동
광배근의 힘, 크기, 강도는 여러 운동으로 단련될 수 있다.
- 수직견인운동(vertical pulling movement) : 풀다운(pull-down), 풀업(pull-up, 턱걸이), 친업(chin-up)
- 수평견인운동(horizontal pulling movement) : 벤트오버로우(bent-over row), T바 로우(T-bar row), 기타 로잉운동(rowing exercise), 롱풀(long-pull)
- 팔을 곧게 편 어깨신전운동(shoulder extension movement) : 스트레이트암 랫풀다운(straight-arm lat pulldown), 풀오버(pull-over)
- 데드리프트(deadlift)

## 중요성
광배근이 긴장되어 있으면 만성 어깨통증과 등통증으로 갈 수 있다. 광배근은 척추를 상완골에 연결시켜주기 때문에, 광배근의 긴장은 만성 통증을 일으키는 부최적 관절와상완 관절(副最適 關節窩上腕 關節, sub-optimal glenohumeral joint) 기능 혹은 광배근을 흉추(thoracic spine)나 요추(lumbar spine)에 연결시키는 힘줄막(tendinous fascia)에 발생하는 건염(腱炎, tendinitis)을 유발한다.
광배근은 유방절제술(mastectomy) 이후 유방재건술(breast reconstruction surgery)에서 사용되거나 폴란드증후군(Poland's syndrome)과 같은 흉부저형성결함(pectoral hypoplastic defect)을 교정하는데 사용되기도 한다. 광배근이 없거나 저형성(hypoplastic)되어 있는 경우 폴란드 증후군(Poland's syndrome) 관련 증상을 보이기도 한다.

### 심장 지원
심장분출력이 떨어진 환자나 심장이식수술 후보가 되지 못한 환자에게 있어, 심근성형술(cardiomyoplasty)은 떨어진 심장기능을 지탱해준다. 이는 심장주변에 광배근으로 둘러싸고 심실수축(ventricular systole)과 동시에 광배근에 전기자극을 가하는 것이다.

### 부상
광배근 부상은 드물다. 야구 투수에게서 가끔 발생한다. 근육 영상화와 운동 시험을 통해 진단하고, 견갑대(肩胛帶, shoulder girdle) MRI를 통해 확진을 내린다. 근복(筋腹, 근육힘살, muscle belly) 부상은 재활치료가 되지만 건파열(tendon avulsion) 부상은 수술이나 재활치료로 완치된다. 어떤 치료든 상관 없이, 선수들은 기능 손상 없이 다시 경기를 뛸 수 있다.

## 같이 보기
- 근육
- 근육계통
- 인체 골격근 목록
- 인체 뼈 목록
- 인체 신경 목록
- 해부학 용어
  - 근육에 대한 해부학 용어
  - 운동에 대한 해부학 용어
  - 위치에 대한 해부학 용어

### 운동
- 랫풀다운
- 벤트오버로우
- 턱걸이
- 플라이